# Herrich Károly

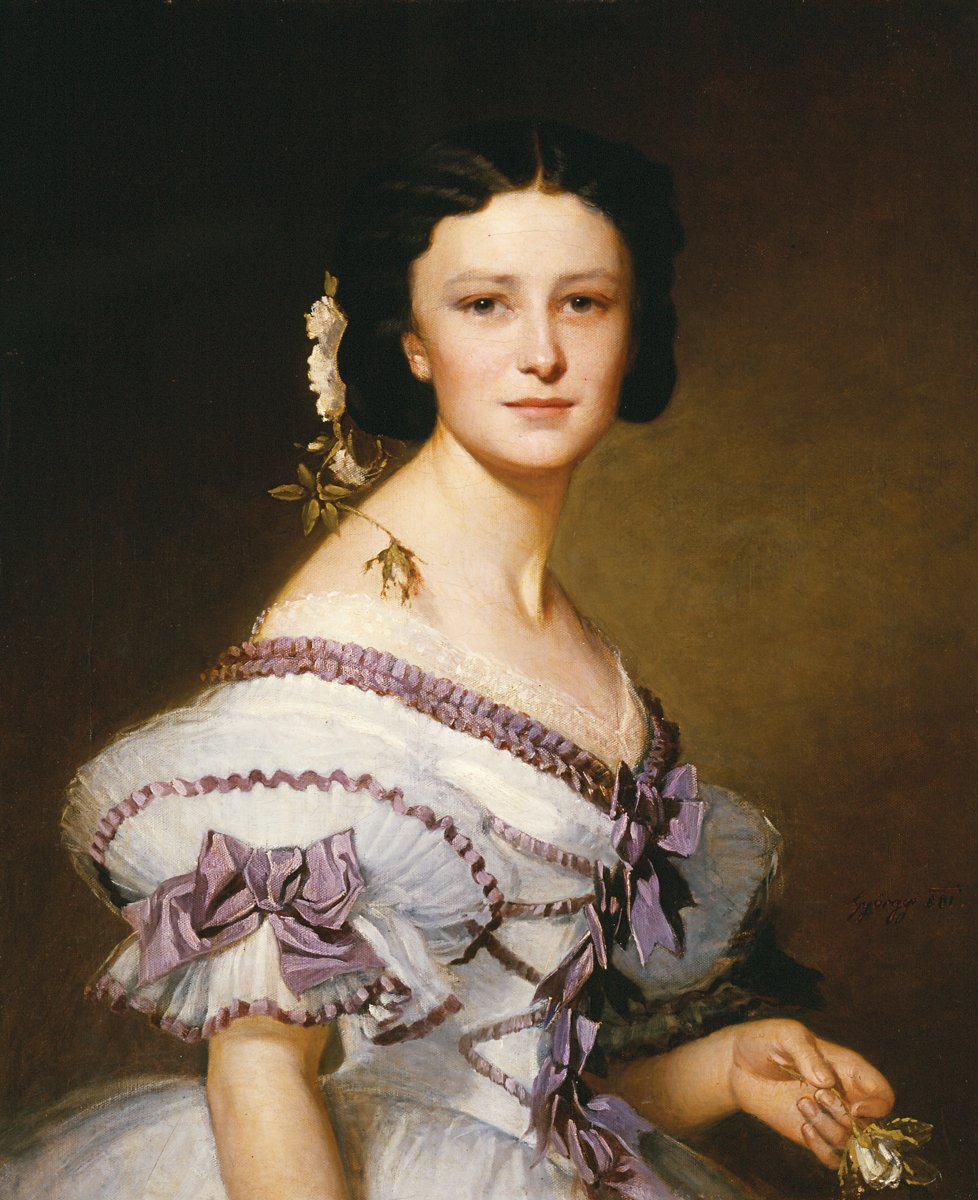
Felesége, Deák Szidónia (Györgyi Giergl Alajos festménye)

Herrich Károly (Makó, 1818. december 4. – Budapest, 1888. november 21.) vízépítő mérnök, miniszteri tanácsos, a Tisza-szabályozás felügyelője.

## Életpályája
Édesapja, Herrich János gyógyszerész volt. Pozsonyban végezte és a Pesti Királyi Tudományegyetem mérnöki intézetében (Institutum Geometricum) végezte felsőfokú tanulmányait. Az 1840-es évek derekán már mint kamarai uradalmi mérnök működött a közép Tisza mentén Püspökladányban, amely alkalmazásában általános vízszabályozási munkálatokon kívül sokoldalú kultúrmérnöki tevékenységet fejtett ki.
1847-től osztálymérnökként dolgozott a Tisza-szabályozásnál a felső-tiszai szakaszon és Széchenyi István grófnak kedvelt embere volt, hivatva arra, hogy a Tisza-szabályozást Vásárhelyitől reá maradt örökségképpen, az általa kijelölt rendszer szerint végezze be. Ennek következetes végrehajtása azonban nem volt megvalósítható.
A szabadságharcban mint honvéd számos ütközetben részt vett. Ezt követően 1850-től főmérnök volt a Tisza-szabályozási bizottmánynál, 1857-től pedig a központi felügyelőség ideiglenes főnökeként működött. 1863-ban számos tervváltozatot dolgozott ki a tisza-körösi öntöző- és hajózócsatornára. 1867-ben miniszteri osztálytanácsosi minősítésben a közmunka- és közlekedésügyi magyar királyi minisztériumba, 1869. január 4-től pedig a Tisza-szabályozás központi bizottságánál műszaki tanácsosként töltött be vezető szerepet a Tisza-szabályozásban.
A kultúrmérnöki intézménynek a szakminisztériumban való meghonosítását szintén ő kezdeményezte, de ez itt nem valósulhatott meg, hanem a kereskedelmi magyar királyi minisztérium léptette később életbe. Ez időre esnek hosszas utazásai külföldön, bejárta egész Európát és gazdag tapasztalatait úgy a Tisza-, valamint a Duna-szabályozás terveinek megállapításánál nagy mértékben érvényesítette; e szabályozási munkálatok mentették meg a fővárost a Duna áradásától. 1877–78-ban a Tiszavölgyi Társulatot is újjászervezte. A Tisza szabályozásának nagymérvű egységes keresztülvitele ekkor még nem volt kivihető, bár Herrich előre megjósolta a fenyegető és ismétlődhető veszedelmet az Alsó-Tisza vidékén, mely csakhamar be is következett, eredményei sajnos nem bizonyultak elegendőnek az 1879. évi szegedi árvízkatasztrófa megelőzésére.
1880-ban vonult vissza nyilvános pályájától; azonban a műszaki tudományok irodalma terén sokáig működött. Tanulmányait és műveit ha itthon nem is ismerték, idézték az angol és amerikai szaklapok. A magyar mérnök- és építész-egyletnek Hollán Ernővel, Ybl Miklóssal és Reitter Ferenccel egyik megalapítója és évekig a vízépítési szakosztály elnöke volt. Pest-Pilis-Solt-Kiskun vármegye törvényhatósági bizottsági tagja, a budapesti ágostai evangélikus magyar egyház presbitere, a budai alagút-részvénytársaság elnöke, az első magyar általános biztosító-társaság és a magyar mérnök- és építész-egylet választmányi tagja; a Ferencz-csatorna részvénytársaság igazgatója volt. Magyarországon elsőként szervezte meg a mezőgazdasági vízgazdálkodást.
Sokat tett a magyar mérnökök szakmai rangjáért és elismeréséért. Jelentős magánvagyona volt, Pesten több bérházat birtokolt. Szent Lőrinc pusztán 1865-ben vásárolt nagyobb területet.
Sírja a Fiumei úti sírkertben áll (53-1-66).

## Családja
Házastársa Deák Szidónia (1843–1880) volt, akit 1862. január 9-én a budavári evangélikus templomban vett feleségül.
Gyermekei:
- Herrich Szidónia (1863–1946). Férje bókai Bókay Árpád (1856–1919) belgyógyász, farmakológus, egyetemi tanár.
- Herrich Károly (1864–1886)
- Herrich Leona (1866–1945). Férje Kiss István (1857–1902) építész.
- Herrich Melánia (1872–1943). Férje aszódi Kereszty Géza (1884–1935) magánzó.

## Emlékezete
2024-ben, Makón egykori szülőháza falán (Széchenyi tér 4.) emléktáblát avattak tiszteletére.